# Stazione di JR Goidō
La stazione di JR Goidō (JR五位堂駅?, Jei-Āru Goidō-eki) è una stazione ferroviaria situata nella città di Kashiba della prefettura di Nara in Giappone, ed è servita dalla linea Wakayama della JR West.

## Linee
JR West
■ Linea Wakayama

## Storia
La stazione venne inizialmente aperta come posto movimento fra le stazioni di Kashiba e Takada, distanti 4,9 km l'una dall'altra, per permettere l'incrocio dei treni sul binario unico. Nel 1968 tuttavia venne avanzata la richiesta da parte degli abitanti della zona di realizzare una nuova stazione, ma il fondo richiesto di 500 milioni di yen ha permesso di convertire il posto movimento in stazione solamente nel 2004. Il nome della stazione deriva dal nome geografico della zona circostante, preceduto dal prefisso "JR" per distinguere l'impianto dalla stazione di Goidō delle ferrovie Kintetsu.

## Struttura
La stazione è costituita da due marciapiedi laterali con due binari passanti, collegati da una passerella sopraelevata al fabbricato viaggiatori, posto su un lato. Possiede servizi igienici, una biglietteria presenziata, e supporto alla bigliettazione elettronica ICOCA.
| 1 | ■ Linea Wakayama | per Ōji, Tennōji e JR Namba |
| 2 | ■ Linea Wakayama | per Takada, Sakurai e Gojō  |

## Stazioni adiacenti
| ≪              | Servizio       | ≫              |
| Linea Wakayama | Linea Wakayama | Linea Wakayama |
| -------------- | -------------- | -------------- |
| Kashiba        | Locale         | Takada         |